# Bianca Lamblin
Bianca Lamblin (nascida Bienenfeld; 29 de abril de 1921 – 5 de novembro de 2011) foi uma escritora francesa que teve relacionamentos com os filósofos Jean-Paul Sartre e Simone de Beauvoir por vários anos. Em seu livro Mémoires d'une jeune fille dérangée (publicado em inglês como A Disgraceful Affair), ela escreveu que, enquanto era estudante no Liceu Molière, foi sexualmente explorada por sua professora Beauvoir, que tinha mais de 30 anos. Em correspondência entre Sartre e Beauvoir, o pseudônimo Louise Védrine era utilizado ao se referirem a Bianca nas Lettres au Castor e nas Lettres à Sartre.

## Biografia
Bianca Lamblin nasceu em 1921 em Lublin, filha de pais judeus. Era prima do escritor francês Georges Perec. Em 1937, sua professora era Simone de Beauvoir. Nessa época, ela também conheceu Sartre. Em Paris, Bianca era amiga de Jean Kanapa, Yvonne Picard, Raoul Lévy e Bernard Lamblin. Casou-se com Bernard Lamblin, com quem teve dois filhos. Bianca tornou-se professora, e após a morte de Simone de Beauvoir, escreveu Mémoires d'une jeune fille dérangée.